# وست‌وود (میشیگان)
وست‌وود (به انگلیسی: Westwood) یک منطقهٔ مسکونی در ایالات متحده آمریکا است که در شهرستان کالامازو، میشیگان واقع شده‌است. وست‌وود ۷٫۳ کیلومتر مربع مساحت و ۹٬۱۲۲ نفر جمعیت دارد و ۲۸۷ متر بالاتر از سطح دریا واقع شده‌است.